# Lothar Huber
Lothar Huber (Kaiserslautern, 5 maggio 1952) è un allenatore di calcio ed ex calciatore tedesco, di ruolo difensore.

## Carriera
Vanta 343 incontri e 55 gol in carriera, giocando tra Bundesliga (320/31), Zweite Bundesliga (75/18), Coppa di Germania (29/3) e Coppa UEFA (10/2).